# W Juliet
W Juliet (W ジュリエット?, Daburu Jurietto) è un manga shōjo scritto da Emura e pubblicato in 14 volumi tra il 1997 e il 2002. 
Il titolo deriva dal significato giapponese della lettera W, cioè doppio, cosicché W Juliet significa "due Giuliette". È seguito da una 2ª serie iniziata nel 2006.
Si tratta di una commedia romantica che racconta le avventure di Ito Miura, una ragazza molto poco femminile che si comporta come un maschiaccio e Makoto Narida, un ragazzo che al contrario si veste in abiti muliebri. Entrambi condividono il sogno di diventare attori e Ito aiuta Makoto a nascondere la sua vera identità: i due riusciranno ad avere i ruoli principali nella messa in scena dell'opera Romeo e Giulietta.

## Trama
L'istituto Sakura-Gaoka è celeberrimo per il suo club drammatico, leader del quale è Ito la quale, per esser una ragazza è più alta di un qualsiasi altro maschio della sua classe, motivo per ci gli vengono sempre affidati ruoli di genere opposto al suo nelle opere teatrali.
Ma la sua vita prenderà una svolta improvvisa quando nella sua classe giungerà Makoto, una graziosa e gentile ragazza molto interessata al teatro; grande è la sorpresa di Ito che "lei" è in realtà un "lui".
Il giovane Makoto è difatti il ricco erede di un dojo d'arti marziali: dopo un'accesa discussione col padre circa il suo futuro, Makoto decide di voler intraprendere la carriera d'attore. Così, come se si trattasse di uno scherzo di cattivo gusto, il padre gli propone una sfida: se lui riuscirà a trascorrere l'intero periodo scolastico travestito da ragazza senza che nessuna venga mai a scoprire il trucco, allora lui darà il consenso perché il figlio possa dedicarsi al teatro ed evitare in tal modo tutti gli altri obblighi e responsabilità familiari.

## Personaggi
Ito Miura (三浦糸?, Miura ito)
Doppiata da: Minami Takayama (drama-CD)
Un vero e proprio maschiaccio diciassettenne, lei è l'unica ragazza della sua famiglia (composta da tre fratelli e dal padre). Ha iniziato ad indossare abiti maschili, nonché ad adottare un taglio di capelli corti, dopo che la madre è rimasta uccisa in un incidente automobilistico quando aveva appena sei anni. Idolatrata da molte compagne, è presidente del club femminile di teatro della scuola. Quando scopre che Makoto è in realtà un maschio decide d'aiutarlo, finendo per innamorarsene: col progredire della storia, inizierà ad adottare abitudini più femminili (prima inconsciamente, poi sempre più consapevolmente) per poter esser la fidanzatina perfetta per Makoto. Tra la folla dei suoi estimatori vi è anche Toki-senpai, ex-membro del club drammatico attualmente al college; Tsugumi-senpai d'un anno più vecchio di Ito e che ha preso l'abitudine di chiamarla usando un suffisso prevalentemente maschile (Ito-kun); infine Sakamoto, un "masochista" a cui piace sia Ito che Makoto.
Makoto Narita (成田真?, Narita Makoto)/Makoto Amano (天野真琴?, Amano Makoto)
Doppiato da: Urara Takano (drama-CD)
17 anni, ha fatto uno strano accordo col padre: per convincerlo sia del suo talento che della sua determinazione nell'intraprendere la carriera attoriale, deve trascorrere gli ultimi due anni di liceo che gli rimangono travestito da ragazza, ma se qualcuno verrà a saper la verità egli dovrà tornar a casa per ereditare il dojo paterno. Con l'aiuto della sorella Akane Makoto si trasforma in una bella adolescente e si trasferisce in una nuova scuola, col nome di Makoto Amano. Qui incontra e fa subito amicizia con Ito, la quale si trova a posseder una personalità esattamente opposta rispetto alla sua, ma condivide con lui una grande passione per il teatro. I due hanno forti affinità e si completano a vicenda, Makoto ha una maggiore abilità tecnica, ma Ito è più carismatica: quando Ito scopre la vera identità della "cara amica", decide d'aiutarlo a mantenere il suo segreto. In un primo momento il ragazzo cerca di nascondere i suoi sentimenti per Ito, ma dimostrerà ben presto d'essersi innamorato di lei. Makoto ha grandi abilità, sa cucinare, fare le pulizie, truccarsi e scegliersi gli abiti più alla moda; anche con la giocoleria se la cava niente male. Di carattere più introverso rispetto alla compagna ed incline a tener rancore, soprattutto contro il padre e la sorella maggiore. È anche l'unico biondo della sua famiglia a casa della nonna inglese.

### Club drammatico
Yoshiro Ozaki (尾崎与四郎?, Ozaki Yoshirō)
Doppiato da: Atsushi Kisaichi (drama-CD)
Presidente del club drammatico maschile, molto abile a rappresentar sia i ruoli maschili sia quelli femminili, come ad esempio il re del lago dei cigni e la "nurse" in Romeo e Giulietta. Si trova ad esser segretamente innamorato della compagno Misaki.
Misaki Ichikawa (市川美咲?, Ichikawa Misaki)
Doppiata da: Satsuki Yukino (drama-CD)
Nota per esser particolarmente bella e già notevolmente sviluppata, è la miglior amica di Nobuko; è abbastanza frustrata dall'incapacità di Yoshiro di confessar il suo affetto per lei.
Nobuko Kataoka (片岡伸子?, Kataoka Nobuko)
Doppiato da: Machiko Toyoshima (drama-CD)
Autore principale del club drammatico, scrive la maggior parte degli adattamenti che poi vengono eseguiti durante le recite; ha già scritto un romanzo che gli è stato pubblicato con successo. Vi è una reciproca simpatia fra lei e Toki-senpai.

### Famiglia Miura
Goro Miura (三浦悟郎?, Miura Gorō)
Doppiato da: Hiroshi Naka (drama-CD)
Padre di Ito e vedovo di Satsuki. Figlio maggiore di Mitsuko, è stato l'erede designato della famiglia fino a quando non si ritirò dalla successione per poter sposare la sua amata. Trasferitosi in seguito in città ha aperto un proprio dojo. Si preoccupa profondamente per il costante benessere dei figli, ed è particolarmente affezionato ad Ito, la sua unica figlia femmina. Anche se come genitore è spesso assente, tutto preso com'è dal suo lavoro di scrittore e romanziere, interferisce però nel settore riguardante le scelte matrimoniali dei figli: nonostante questa iperprotettività permette ai figli di vivere abbastanza liberamente. Nonostante la sua caparbietà e la tendenza a far diventare tutto tragico, nel complesso è una persona saggia e comprensiva.
Satsuki Miura (三浦皐月?, Miura Satsuki)
Madre di Ito, morta in un incidente stradale una decina d'anni prima. Una donna forte ed attraente, moglie e madre devota, con un temperamento da "uomo di casa". Allevata in casa da Mitsuko, la madre di Goro, alla fine s'innamora del giovane e fuggono via insieme.
Ryuya Miura (三浦竜矢?, Miura Ryūya)
Doppiato da: Nobutoshi Canna (drama-CD)
23 anni, fratello di Ito e gemello di Yuto. Condivide la personalità drammatica del padre, soprattutto quando è arrabbiato; molto protettivo, ha insegnato ad Ito arti marziali. Al college ha incontrato Christina, una studentessa americana e, dopo un anno d corteggiamento incessante, è riuscito a conquistarla.
Yuto Miura (三浦悠斗?, Miura Yūto)
Doppiato da: Susumu Chiba (drama-CD)
23 anni, gemello di Ryuya, ha i capelli più corti del fratello e fuma. Lavora in un ristorante come cuoco; assennato ed introverso, è quasi l'antitesi caratteriale del gemello. A causa della sua paura di perdere le persone che ama, ha difficoltà a far nuove amicizie e permetter che queste entrino a far parte della propria vita. Nonostante ciò, appena incontra Akane, sorella di Makoto, cominciano a frequentarsi e col progredire della serie il loro rapporto via via si approfondisce.
Tatsuyoshi Miura (三浦竜良?, Miura Tatsuyoshi)
Doppiato da: Kenji Nojima (drama-CD)
15 anni, fratellino di Ito. Porta sempre gli occhiali da sole sulla testa, perché sostiene che ciò lo rende molto più "figo". Viene spesso bloccato in casa a fare i lavori domestici, anche se lui preferirebbe di molto uscire con gli amici. Fa parte inoltre del consiglio studentesco della sua scuola. Anche se sostiene di voler uscire con una ragazza che sia esattamente l'opposto della sorella, finisce per interessarsi a Rie, anche lei membro del consiglio degli studenti, la cui personalità è pressoché identica a quella della sorella maggiore.
Mitsuko Miura (三浦なつき?, Miura Natsuki)
Doppiata da: Junko Hori (drama-CD)
Nonna di Ito e matriarca della famiglia. Una vecchietta piccolina e minuta, ma molto scaltra e più forte di quanto non sembri a prima vista. Ha preso con sé Satsuki dopo che questa a 15 anni è rimasta orfana, e successivamente ha aiutato lei e Goro a fuggire per4 inseguire il loro sogno d'amore.
Tomoe Miura (三浦巴?, Miura Tomoe)
Doppiato da: Tomoko Kawakami (drama-CD)
14 anni. Cugino di Ito, figlio della sorella minore di Goro, Setsuko. Fa sempre infuriare la madre a causa della sua passione per il travestitismo: pensa sempre a sé stesso al femminile. Afferma che Ito è l'unica donna che potrebbe mai interessarlo.
Setsuko Miura (三浦節子?, Miura Setsuko)
Doppiata da: Hiromi Tsuru (drama-CD)
Sorella minore di Goro e madre di Tomoe. Ha lo stesso temperamento esplosivo del fratello, anche se molto più freddo. Il figlio Tomoe è causa del suo più grande dolore, rifiutando recisamente di comportarsi come un maschio qual è, preferendo atteggiarsi da femminuccia. Ha anche una figlia Kozue, di 16 anni, la quale tratta il fratello come fosse un maniaco pervertito.

### Famiglia Narita
Masumi Narita (成田真澄?, Narita Masumi)
Padre di Makoto.
Risa Narita (成田理紗?, Narita Risa)
Una donna fragile di mezza età, madre di Makoto.
Sakura Sugiyama (杉山桜?, Sugiyama Sakura)
25 anni, sorella maggiore di Makoto. Pochi anni prima è scappata col suo ragazzo per sfuggire ad un matrimonio combinato.
Tsubaki Narita (成田椿?, Narita Tsubaki)
24 anni, sorella di Makoto e insegnante di biologia. Ha l'ossessione nei confronti dei ragazzi più giovani di lei e kawaii.
Akane Narita (成田茜?, Narita Akane)
Doppiata da: Yumi Tōma (drama-CD)
22 anni, la più giovane delle sorelle di Makoto. Lavora come truccatrice.

## Media

### Manga
Il manga, scritto e disegnato da Emura, è stato serializzato dal 15 ottobre 1997 al 20 novembre 2002 sulla rivista Hana to yume edita da Hakusensha. I capitoli sono stati raccolti in quattordici volumi tankōbon pubblicati dal maggio 1999 al marzo 2003.
Una seconda serie ad opera della stessa autrice che funge da sequel e dal titolo W Juliet II (WジュリエットII?, Daburu Jurietto Tsū) viene serializzata dal 2006 a periodicità irregolare sempre sulla testata Hana to yume. I capitoli vengono raccolti in formato tankōbon dal 18 dicembre 2006.
In Italia la prima serie è stata annunciata da RW Edizioni al Napoli Comicon 2022 e viene pubblicata sotto l'etichetta Goen nella collana Hoshi Collection dal 30 dicembre 2022.

#### Sviluppo
Secondo una nota dell'autrice, W Juliet è stato creato come un manga one-shot all'inizio della sua carriera, dopo aver pubblicato circa altri otto one-shot. La risposta del pubblico ha portato un invito a scrivere un secondo capitolo, e così via, fino a quando, dalle risposte del quarto capitolo, è stato deciso che Emura avrebbe potuto continuare la storia come una serie a puntate, permettendole infine di lasciare il suo lavoro quotidiano, e in seguito consentendole di assumere sua sorella come assistente.
In origine, Ito e Makoto si sarebbero dovuti chiamare entrambi Ito, ma il curatore editoriale di Emura l'ha convinse a cambiare i loro nomi. Secondo l'autrice, se avessero condiviso un nome, la "W" del titolo avrebbe avuto più senso. Emura ha quindi conferito il secondo nome Ito alla consulente di facoltà del club, la signora Ito.

#### Volumi
| W Juliet (14 volumi)     |                   |                        |                  |                        |
| 1                        | maggio 1999       | ISBN 4-592-17341-4     | 30 dicembre 2022 | ISBN 978-88-9284-548-0 |
| 2                        | settembre 1999    | ISBN 4-592-17342-2     | 21 aprile 2023   | ISBN 978-88-9284-563-3 |
| 3                        | dicembre 1999     | ISBN 4-592-17343-0     | 30 giugno 2023   | ISBN 978-88-9284-565-7 |
| 4                        | maggio 2000       | ISBN 4-592-17344-9     | —                | ISBN 978-88-9284-567-1 |
| 5                        | settembre 2000    | ISBN 4-592-17345-7     | —                | ISBN 978-88-9284-569-5 |
| 6                        | dicembre 2000     | ISBN 4-592-17346-5     | —                | ISBN 978-88-9284-722-4 |
| 7                        | aprile 2001       | ISBN 4-592-17347-3     | —                | ISBN 978-88-9284-747-7 |
| 8                        | agosto 2001       | ISBN 4-592-17348-1     | —                | ISBN 978-88-9284-808-5 |
| 9                        | dicembre 2001     | ISBN 4-592-17349-X     | —                | ISBN 978-88-9284-807-8 |
| 10                       | aprile 2002       | ISBN 4-592-17350-3     | —                | —                      |
| 11                       | agosto 2002       | ISBN 4-592-17287-6     | —                | —                      |
| 12                       | ottobre 2002      | ISBN 4-592-17260-4     | —                | —                      |
| 13                       | gennaio 2003      | ISBN 4-592-17290-6     | —                | —                      |
| 14                       | marzo 2003        | ISBN 4-592-17100-4     | —                | —                      |
| W Juliet II (12+ volumi) |                   |                        |                  |                        |
| 1                        | 18 dicembre 2006  | ISBN 4-592-18857-8     | —                | —                      |
| 2                        | 19 marzo 2008     | ISBN 978-4-592-18861-2 | —                | —                      |
| 3                        | 18 marzo 2011     | ISBN 978-4-592-18868-1 | —                | —                      |
| 4                        | 20 febbraio 2015  | ISBN 978-4-592-21444-1 | —                | —                      |
| 5                        | 20 aprile 2016    | ISBN 978-4-592-21445-8 | —                | —                      |
| 6                        | 20 settembre 2016 | ISBN 978-4-592-21446-5 | —                | —                      |
| 7                        | 20 marzo 2017     | ISBN 978-4-592-21447-2 | —                | —                      |
| 8                        | 20 aprile 2018    | ISBN 978-4-592-21448-9 | —                | —                      |
| 9                        | 20 aprile 2020    | ISBN 978-4-592-21449-6 | —                | —                      |
| 10                       | 19 giugno 2020    | ISBN 978-4-592-21450-2 | —                | —                      |
| 11                       | 19 marzo 2021     | ISBN 978-4-592-22391-7 | —                | —                      |
| 12                       | 20 dicembre 2021  | ISBN 978-4-592-22392-4 | —                | —                      |

### Drama-CD
Dalla serie sono stati tratti tre drama-CD pubblicati in Giappone tra il 19 dicembre 2001 e il 25 giugno 2002. Uno di questi fu reso disponibile esclusivamente per i fan che seguivano la rivista Hana to yume.

## Accoglienza
Sakura Eries di Mania ha ritenuto che il primo volume fosse quello di "fumetto romantico puro e semplice, ed è molto divertente". Le è piaciuta la commedia del secondo volume e ha trovato "accattivante" la relazione in via di sviluppo tra Ito e Makoto. A Eries è piaciuta la trama del parco di divertimenti che ha tratto il suo umorismo dal crossdressing di Makoto, ma ha trovato poco plausibile che Ito non potesse salvarsi da Toki e ha ritenuto che questa situazione fosse fuori luogo rispetto al tono del resto del volume. Eries ha apprezzato l'introduzione delle famiglie di Makoto e Ito, cosa che secondo lei ha permesso ai due di espandere i propri ruoli nella storia andando oltre allo studente, l'attore e il fidanzato/fidanzata. Al dodicesimo volume, Carl Kimlinger di Anime News Network affermò che W Juliet andava troppo spesso sul confine "tra comodo e stagnante" e credeva che la storia non aveva "vera suspense", poiché ogni personaggio ha "una certa decenza di base" che può essere compresa facilmente.
June Shimoshi di Library Journal ha consigliato il manga per le raccolte per adolescenti, affermando: "Nonostante lo strano scenario di piegamento del genere, questa storia d'amore shōjo vecchio stile enfatizza il duro lavoro, le forti convinzioni e l'importanza della famiglia. Bilancia l'umorismo con la calma e scene riflessive".